# Orquevaux
Orquevaux ist eine französische Gemeinde mit 69 Einwohnern (Stand: 1. Januar 2022) im Département Haute-Marne in der Region Grand Est (bis 2015 Champagne-Ardenne). Sie gehört zum Arrondissement Chaumont und zum Gemeindeverband Meuse Rognon. Die Bewohner werden Orquevoux, Orquevouses, Orcivaliens oder Orcivaliennes genannt.

## Geografie
Die Gemeinde Orquevaux liegt am Nordrand des Plateaus von Langres, etwa 25 Kilometer südwestlich von Neufchâteau und 30 Kilometer nordöstlich von Chaumont. Das 15,7 km² umfassende Gemeindegebiet ist zu drei Vierteln mit Wald bedeckt (Le Retondu, Bois de Châtelmont, Châté). Flächen im Nordwesten und Nordosten der Gemeinde sind oberhalb von 400 m teilweise auch waldfrei. Charakteristisch für das Gemeindegebiet sind die ca. 100 m tiefen Schluchten des Flüsschens Manoise und zweier Nebenflüsse. Die Manoise entwässert über die Sueurre und den Rognon zur Marne. Die Quelle der Manoise liegt am Ende einer kraterartigen Schlucht, Cul du Cerf genannt. Diese Reculée ist eine seltene geologische Erscheinung und vor allem im 150 Kilometer südöstlich gelegenen Jura verbreitet. Zur Gemeinde gehören neben dem Dorf Orquevaux die Weiler Le Fourneau, Fleuret und Ferme de Champaumont. Umgeben wird Orquevaux von den Nachbargemeinden Leurville im Norden, Aillianville im Nordosten, Vesaignes-sous-Lafauche im Osten, Saint-Blin im Süden, Humberville im Westen sowie Reynel im Nordwesten.

## Bevölkerungsentwicklung
| Jahr      | 1962 | 1968 | 1975 | 1982 | 1990 | 1999 | 2006 | 2014 | 2021 |
| Einwohner | 140  | 135  | 106  | 93   | 75   | 92   | 88   | 84   | 68   |

Im Jahr 1800 wurde mit 481 Bewohnern die bisher höchste Einwohnerzahl ermittelt. Die Zahlen basieren auf den Daten von cassini.ehess und INSEE.

## Sehenswürdigkeiten
- Kirche Saint-André
- Château d’Orquevaux
- Lavoir
- Reculée Cul du Cerf / Quelle der Manoise, als Natura-2000-Schutzgebiet ausgewiesen
- Flurkreuz

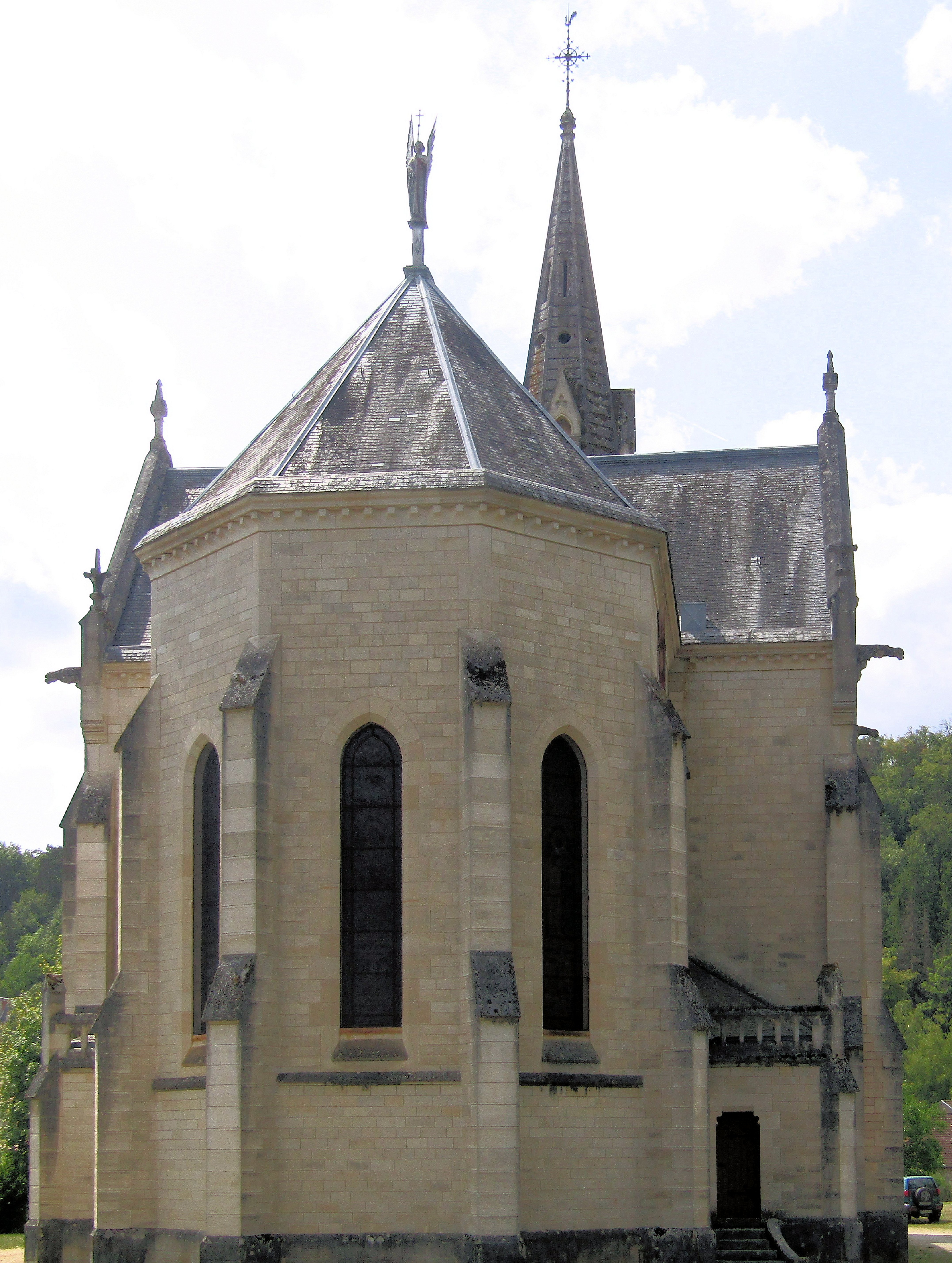
Kirche Saint-André, Ostseite
Kirche Saint-André, Westseite
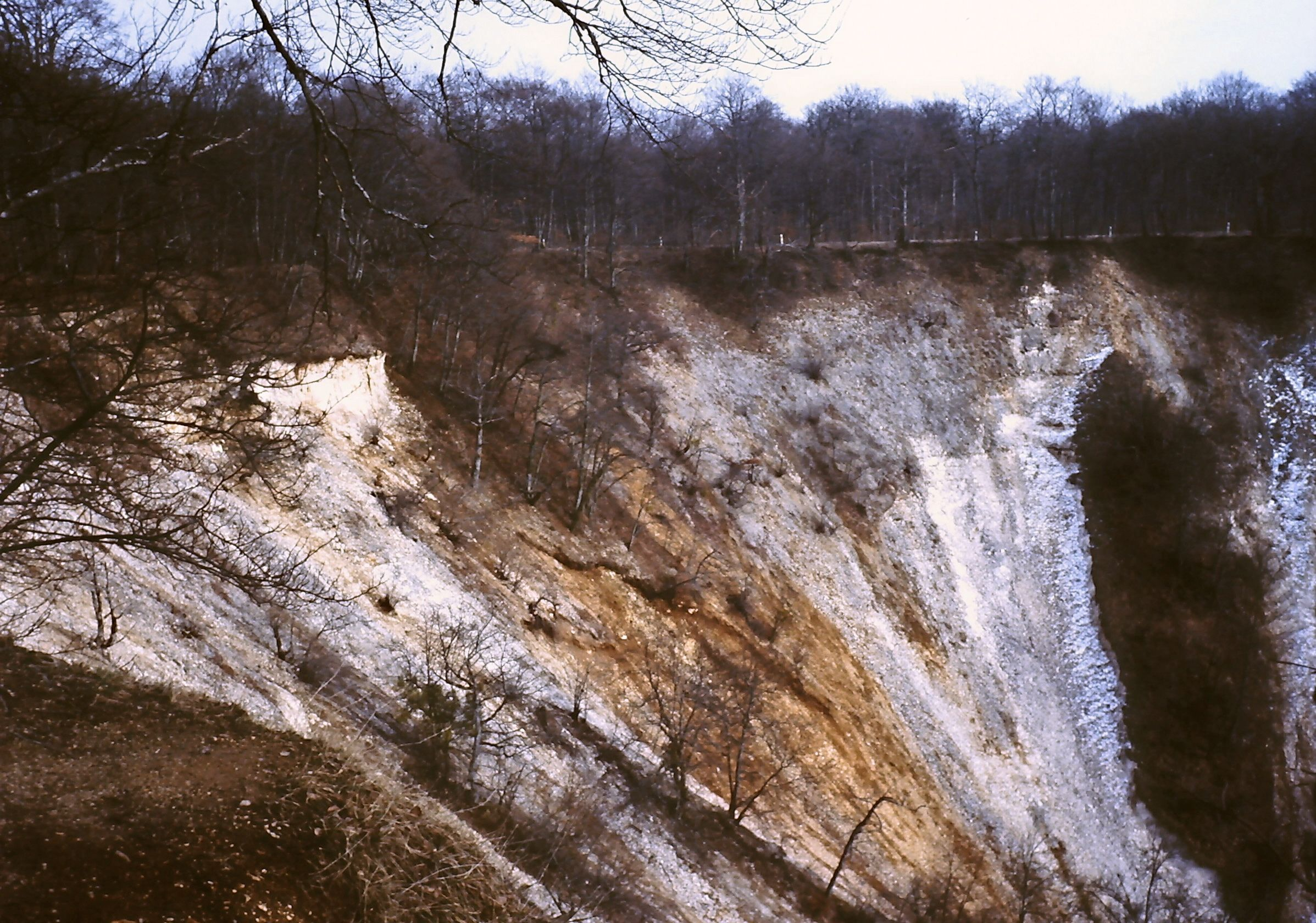
Cul du Cerf

## Wirtschaft und Infrastruktur
In der Gemeinde Orquevaux sind drei Landwirtschaftsbetriebe ansässig (Getreideanbau, Viehzucht).
Orquevaux liegt abseits der überregional wichtigen Verkehrsströme. Die Gemeinde ist durch Straßen mit Aillianville, Humberville und Leurville verbunden. In der fünf Kilometer südlich gelegenen Gemeinde Saint-Blin besteht Anschluss an die frühere Route nationale 427 (heutige D674) von Neufchâteau nach Chaumont. Ein Autobahnanschluss an die Autoroute A31 besteht 33 Kilometer südöstlich in Vrécourt.

## Belege
1. ↑  Orquevaux auf cassini.ehess
2. ↑  Orquevaux auf INSEE
3. ↑  Landwirtschaftsbetriebe auf annuaire-mairie.fr (französisch)